# 溫特斯陶德山

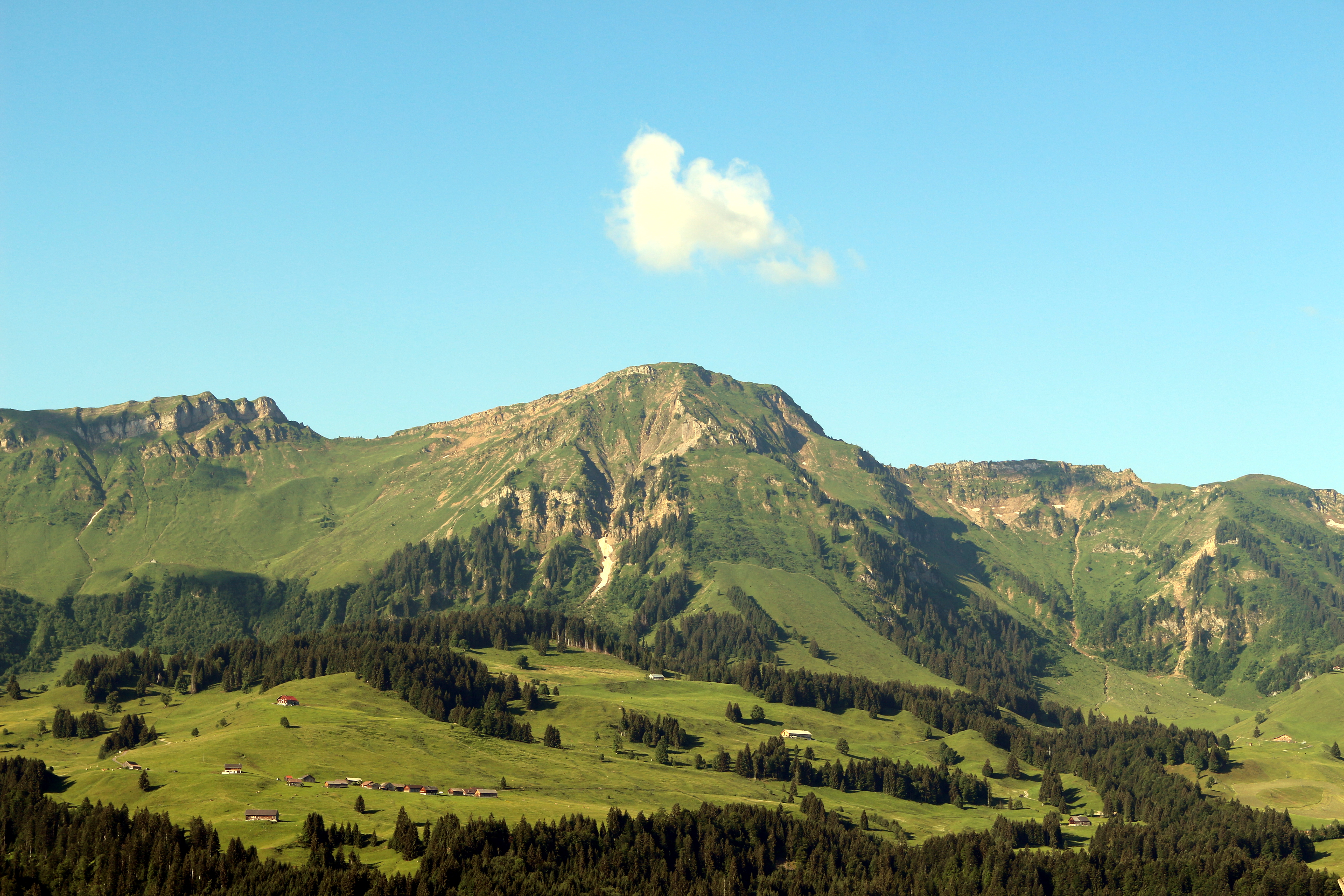

47°23′58″N 9°58′48″E / 47.399457°N 9.980049°E
溫特斯陶德山（德語：Winterstaude），是奧地利的山峰，位於該國西部，由福拉爾貝格州負責管轄，屬於布雷根茨森林山脈的一部分，海拔高度1,877米，每年平均降雨量1,730毫米。